# Челлено
Челлено (итал. Celleno) — коммуна в Италии, располагается в регионе Лацио, в провинции Витербо.
Население составляет 1359 человек (2008 г.), плотность населения составляет 55 чел./км². Занимает площадь 25 км². Почтовый индекс — 1020. Телефонный код — 0761.
Покровителем коммуны почитается святой Донат из Ареццо, празднование 14 сентября. 

## Демография
Динамика населения:

## Администрация коммуны
- Официальный сайт: http://www.comune.celleno.it/